# Mills and Boon
A Mills & Boon brit romantikusregény-kiadó. 1908-ban alapították, és független volt, amíg 1971-ben fel nem vásárolta a Harlequin Enterprises Ltd., amellyel már régóta informális partneri viszonyban állt. Számos kiadványa van, köztük puhakötésű lányregények, melyeknek kétharmada Nagy-Britanniában jelenik meg.

## Története
A Mills & Boont 1908-ban Gerald Rusgrove Mills (1877. január 3. – 1928) és Charles Boon (1877 – 1943. december 2.) alapították mint általános szépprózai könyvkiadót, bár az első könyvük – mintegy előrevetítve a jövőt –  egy romantikus regény volt. Tudatosan az 1930-as években kezdtek a lányregényekre koncentrálni. 1971. október 1-jén felvásárolta őket a kanadai Harlequin Enterprises Ltd., korábbi észak-amerikai forgalmazójuk.
A kiadó kezdettől fogva olyan formában és áron jelentetett meg könyveket, mellyel széles olvasóközönséget ért el. Az 1930-as években, a nagy gazdasági világválság idején felfigyelt a közepes minőségű könyvsorozatok gyors felemelkedésére, valamint a kikapcsolódás iránti egyre nagyobb igényre. A kedvenc műfaj akkortájt a szerelmes regény volt, így a vállalat úgy döntött, hogy keménykötésű regényekre összpontosít. Ez az irányelve fokozatosan tette sikeressé. A Mills & Boon könyveket eredetileg olcsó kiadásban árulták hetekig. Jellegzetes barna kötésük miatt váltak ismertté: „a barna könyveknek" nevezték őket.
Az 1950-es években elkezdtek hanyatlani a könyvtárak. A kiadó rájött, hogy a helyükön maradt egy rés, mely alkalmas piac lenne a romantikus regényeknek, de a siker azon múlt, hogy az olvasók könnyen hozzáférjenek az elérhető árú könyvekhez. Ennek érdekében szerte az országban újságárusoknál kezdték terjeszteni a Mills & Boon szerelmes regényeket, így váltak tág körben elérhetővé.
Könyveiket előfizetéssel és kiskereskedésekben értékesítik. Egy adott hónapban például kiadnak nyolc regényt a Modern c. sorozatban; 6 ezek közül elérhető a kiskereskedési láncon keresztül, de mind a nyolcat meg lehet vásárolni közvetlenül a kiadónál. A Mills & Boon arra ösztönzi az olvasókat, hogy fizessenek elő kedvenc sorozatukra, aztán egyenesen otthonukba szállítják őket.
Az egyik sajátossága mind a Mills & Boonnak, mind a Harlequinnek (az USA-ban) az az időtartam, míg könyveik megvásárolhatóak. Minden hónapban meghatározott számú kiadványt adnak ki, melyeket elküldenek az előfizetőknek, és megjelentetnek a könyvesboltok polcain. A hónap végén a boltok minden eladatlan példányt visszaküldenek, és bezúznak. A könyveket 3 hónapig, vagy addig, míg el nem fogynak ─ ami előbb következik be –, még meg lehet vásárolni közvetlenül a Mills & Boonnál. Ezt követően a megmaradt könyveket szintén megsemmisítik. Azoknak a rajongóknak, akik kifejezetten egy bizonyos könyvet keresnek, ezek után antikváriumokban kell kutatniuk.
A Mills & Boonnak évente több mint 3 millió rendszeres olvasója van az Egyesült Királyságban. A romantikus széppróza alkotja a felnőtt puhafedeles könyvek piacának legnagyobb szekcióját. Ezen kívül kiad még szépprózai sorozatokat, reklámkiadványokat, ajándékcsomagot és önálló történeteket különböző márkák és nevek alatt (Mills & Boon, Mira).

## Jelenlegi és régi sorozatok

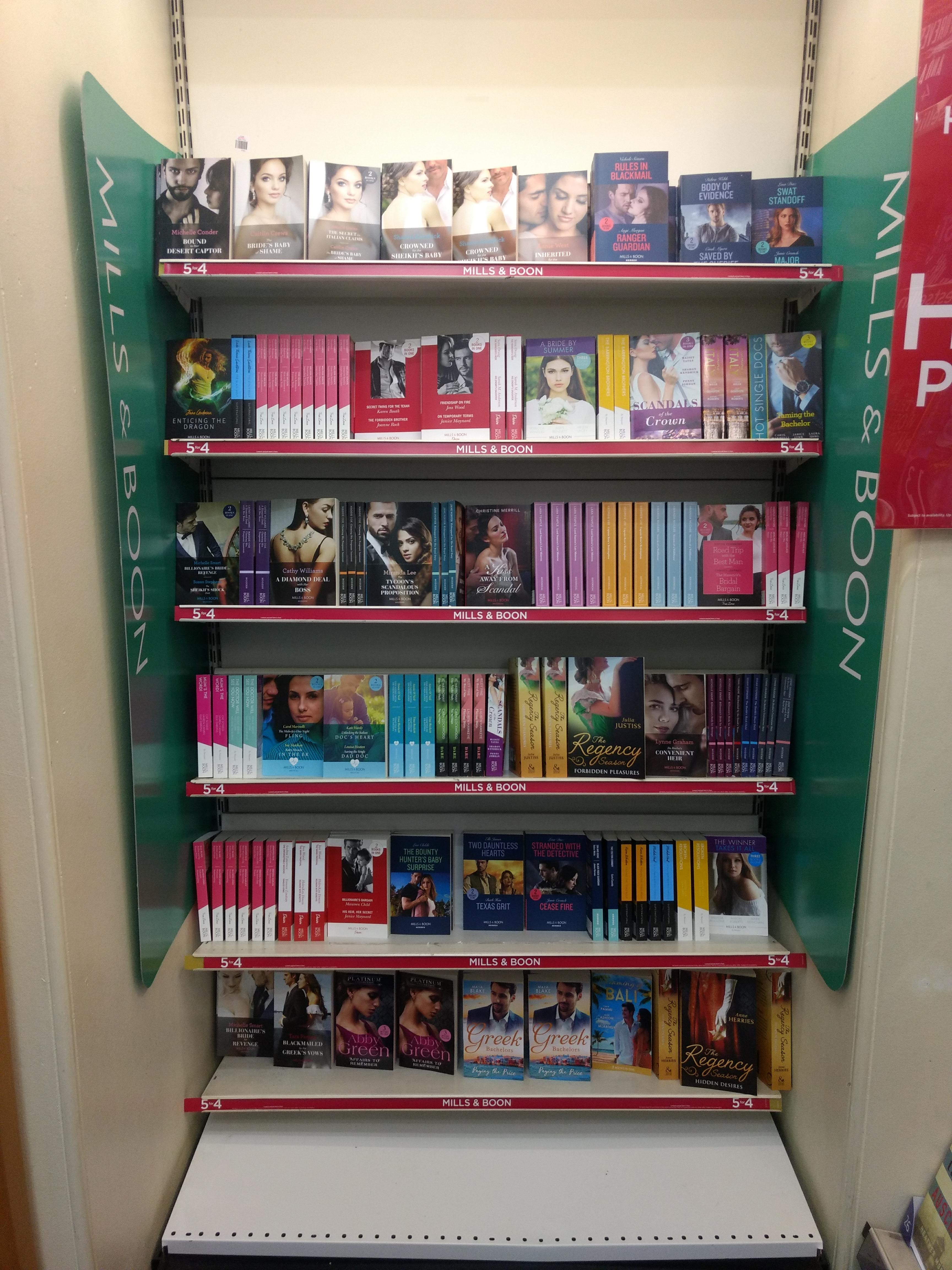
Mills & Boon könyvek

Az egyedi kiadványok mellett a Mills & Boon jelenleg a következő sorozatokat jelenteti meg, legtöbbjüket havonta több kiadvánnyal. Ezek mindegyike azonosítható egy sorozatcímmel (és néha alsorozat címmel), valamint egy színes szegéllyel (ami attól függően tér el, mely országban hozzák forgalomba):
- Modern: a ragyogásra és a "kifinomultságra" fókuszáló szenvedélyes lányregény. A kiadványok jellegzetessége az intenzív viszony, gyakran nagyon szexuális, tükrözi a pár egymásban keltett érzéseit, vágyait és álmait.
- Modern Heat: fiatalos, kacér, vidámabb, mint a Modern.
- Cherish: gyengéd és érzelmes regények, melyek arra összpontosítanak, hogyan esnek szerelembe a párok.
- Blaze: nagyon szexi. Kortárs szerelmi kapcsolatok, szexuális kalandok.
- By Request: újjáélesztett romantikus regények a modern vagy régi korból.
- Medical: kortárs regények, háttérben az orvosi szakma.
- Historical: lányregény egy adott történelmi időben és helyen, például az 1920-as évek New Yorkjában.
- Desire: merész, provokatív és érzéki szerelmes történetek, ismert még Desire 2 in 1-ként is.
- Special Moments: lenyűgöző regények tele érzelemmel, érzékenységgel. Azt a romantikus ideát vallja, hogy a szerelem mindenkit legyőz.
- Intrigue: magában foglalja a szerelmi történetek legjavát. Van benne veszély, megtévesztés és vágy.
- Nocturne: természetfeletti lények és vámpírok szerelmi történetei.
- Riva: érzéki, modern történetek.

## Kritika
A céget már bírálták az ismétlődő cselekmények, az elkerülhetetlen happy endek és az egyszerű írói stílus miatt. A rajongók viszont arra hivatkoznak, a kiszámíthatóság a legfőbb oka annak, hogy ezeket a könyveket olvassák. Egyes kritikusok azt állították, hogy a műfaj erősíti a nők megvetését és a férfiak előtti szexuális behódolásukat. Külön kiemelték Violet Winspear, az egyik Mills & Boon író, 1970-ben tett megjegyzését, miszerint valamennyi férfi hőse "képes lett volna a nemi erőszakra."
A könyvek jellege jól láthatóan van jelölve, és gyakran a többi puhafedeles és romantikus regényhez képest külön szekcióba helyezik őket a könyvesboltokban, könyvtárakban. Közös vonásuk: a gazdag, nemes és kezdetben elérhetetlen férfiember (általában mediterrán – főleg görög – eredetűek), a hősnő gyermek iránti vágya (ebben megakadályozta a meddőség, vagy egy alkalmatlan férj), szakítás és a kedves visszahódítása.

## Centenáriumi év
2008-ban ünnepelte a Mills & Boon fennállásának századik évét, ezért számos rendezvényt, kiállítást szervezett. 2008 novemberében a BBC Four egy 90 perces dráma sugárzásával ünnepelte az évfordulót: Consuming Passion: 100 Years of Mills & Boonnal, melyet Emma Frost írt, Dan Zeff rendezett. Három, részben valóságon alapuló történetet foglal magába: az első Charles Boon és felesége, Mary kapcsolatát meséli el; a második 1974-be lép vissza, amikor egy kitalált gépírónő, aki maga is Mills & Boon rajongó, a cégnek hála sikeres íróvá válik; a harmadik 2008-ban játszódik, és egy szintén fiktív harmincas egyetemi tanárnő viszonyát mutatja be egy huszonéves hallgatójával, akinek Mills & Boon könyveken keresztül tanítja a modern szerelmes regényeket. 

## Szlogenek
- (2000) Makes any time special (Minden percet különlegessé tesz)
- (2004) Live the emotion (Éld meg az érzelmeket)

## További olvasnivaló
- Passion's Fortune: The Story of Mills & Boon (Joseph McAleer, OUP) ISBN 0-19-820455-8
- The Romance Fiction of Mills & Boon, 1909-1990s (Jay Dixon, UCL Press) ISBN 1857282671

## Fordítás
- Ez a szócikk részben vagy egészben  a   Mills and Boon című angol Wikipédia-szócikk fordításán alapul.  Az eredeti cikk szerkesztőit annak laptörténete sorolja fel. Ez a jelzés csupán a megfogalmazás eredetét és a szerzői jogokat jelzi, nem szolgál a cikkben szereplő információk forrásmegjelöléseként.

## Külső hivatkozások
- Mills & Boon hivatalos honlapja
- ausztrál Mills & Boon honlapja
- Biographical History of Gonville and Caius College 1349-1897